# 猿の惑星シリーズ
「猿の惑星」（さるのわくせい、Planet of the Apes）は、人間と知的な猿が支配権をめぐって衝突する世界を描いた、映画、書籍、テレビシリーズ、コミックなどで構成されるアメリカのSFメディア・フランチャイズ。
原作はフランスの作家ピエール・ブールが1963年に発表した小説『猿の惑星（La Planète des singes）』。1968年に映画化された『猿の惑星』は、批評家や商業者の間で大ヒットし、一連の続編やタイアップ、派生作品が生まれた。アーサー・P・ジェイコブスは、APJACプロダクションを通じて『猿の惑星』の第1作から第5作までを20世紀フォックスの配給で製作したが、1973年にジェイコブスが亡くなってからは、フォックスがフランチャイズを管理している。
1970年から1973年にかけて、オリジナル作品の後に4つの続編が作られた。1970年から1973年にかけて、『続・猿の惑星』、『新・猿の惑星』、『猿の惑星・征服』、『最後の猿の惑星』の4本の続編が製作された。これらの作品は、オリジナル作品のような高い評価を得ることはできなかったが、商業的には成功し、1974年と1975年には2つのテレビシリーズが制作された。
リメイク映画の計画は、ティム・バートン監督の『PLANET OF THE APES/猿の惑星』が2001年に公開されるまで、10年以上にわたって「開発地獄」に陥っていた。2011年に『猿の惑星: 創世記』でリブート映画シリーズが開始され、2014年に『猿の惑星: 新世紀』、2017年に『猿の惑星: 聖戦記』が公開された。これらの作品は、合わせて5億6750万ドルの予算に対して、全世界で合計20億ドル以上の興行収入を記録している。様々なメディアでの更なる物語とともに、フランチャイズのタイアップにはビデオゲームや玩具などがある。
「猿の惑星」は、人種問題を扱った作品として、映画評論家の間で特に注目されている。また、映画評論家や文化評論家の間では、冷戦や動物愛護をテーマにした作品として注目されている。このシリーズは、その後の映画、メディア、アート、さらには大衆文化や政治的言説にも影響を与えている。

## 小説

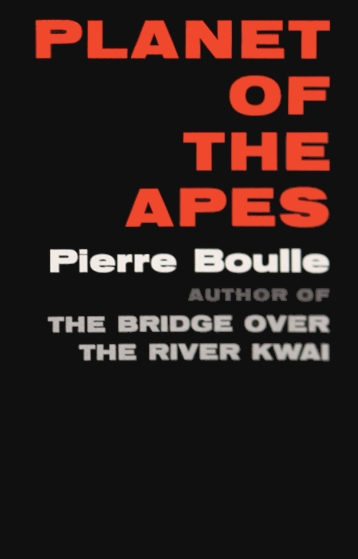
『Planet of the Apes』と題されたブールの小説のアメリカ初版

1963年、フランスの作家ピエール・ブールは『猿の惑星（La Planète des singes）』を出版した。ブールが動物園でゴリラの「人間のような表現」を観察して人間と動物の関係を熟考した後、6か月間かけて執筆した『猿の惑星』は、ジョナサン・スウィフトの『ガリヴァー旅行記』の影響を強く受けており、人間の本質やテクノロジーへの批判を描くためにSF小説の体裁をとった作品の一つである。しかし、ブールは『猿の惑星』をSF小説に分類されることを拒否し、「ソーシャル・ファンタジー」と分類した。
物語では、進化した猿が支配する惑星にて人間は知能のない動物として猿に狩られ、奴隷とされる。その根底には、「人間の知性は固定されて備わっているものではなく、知性がなくなれば動物と変わりがない」というメッセージが込められている。ブールがヒットすると思っていなかった『猿の惑星』はベストセラーになり、サン・フィールディングが翻訳した英訳版も『Monkey Planet』（イギリス）、『Planet of the Apes』（アメリカ）のタイトルでそれぞれ出版され、人気を得た。

## オリジナル映画シリーズ
ブールの作家仲間アラン・ベルンハイムは、新作映画の原作を探しにパリを訪れたアメリカの映画プロデューサーのアーサー・P・ジェイコブスに『猿の惑星』を売り込んだ。ベルンハイムは当初フランソワーズ・サガンの小説を紹介するつもりだったが、ジェイコブスが「『キング・コング』が先に存在していなかったら、私が作っていた」と語っていたことを思い出し、『猿の惑星』を紹介した。ベルンハイムはジェイコブスが気に入るとは期待していなかったが、彼は『猿の惑星』のストーリーに興味を抱き、すぐに映画化の権利を取得した。

### 猿の惑星（1968年）

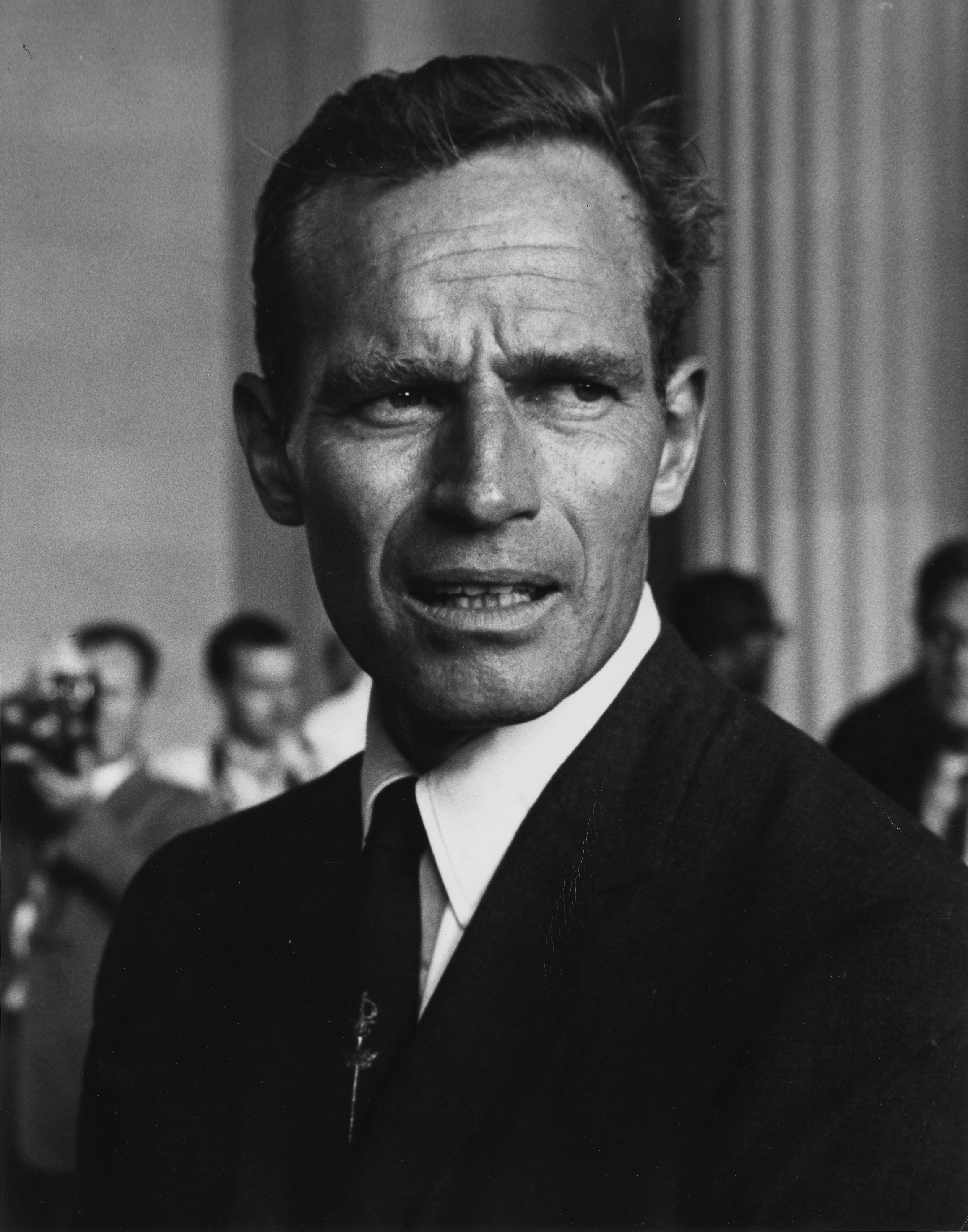
チャールトン・ヘストン、『猿の惑星」の主演

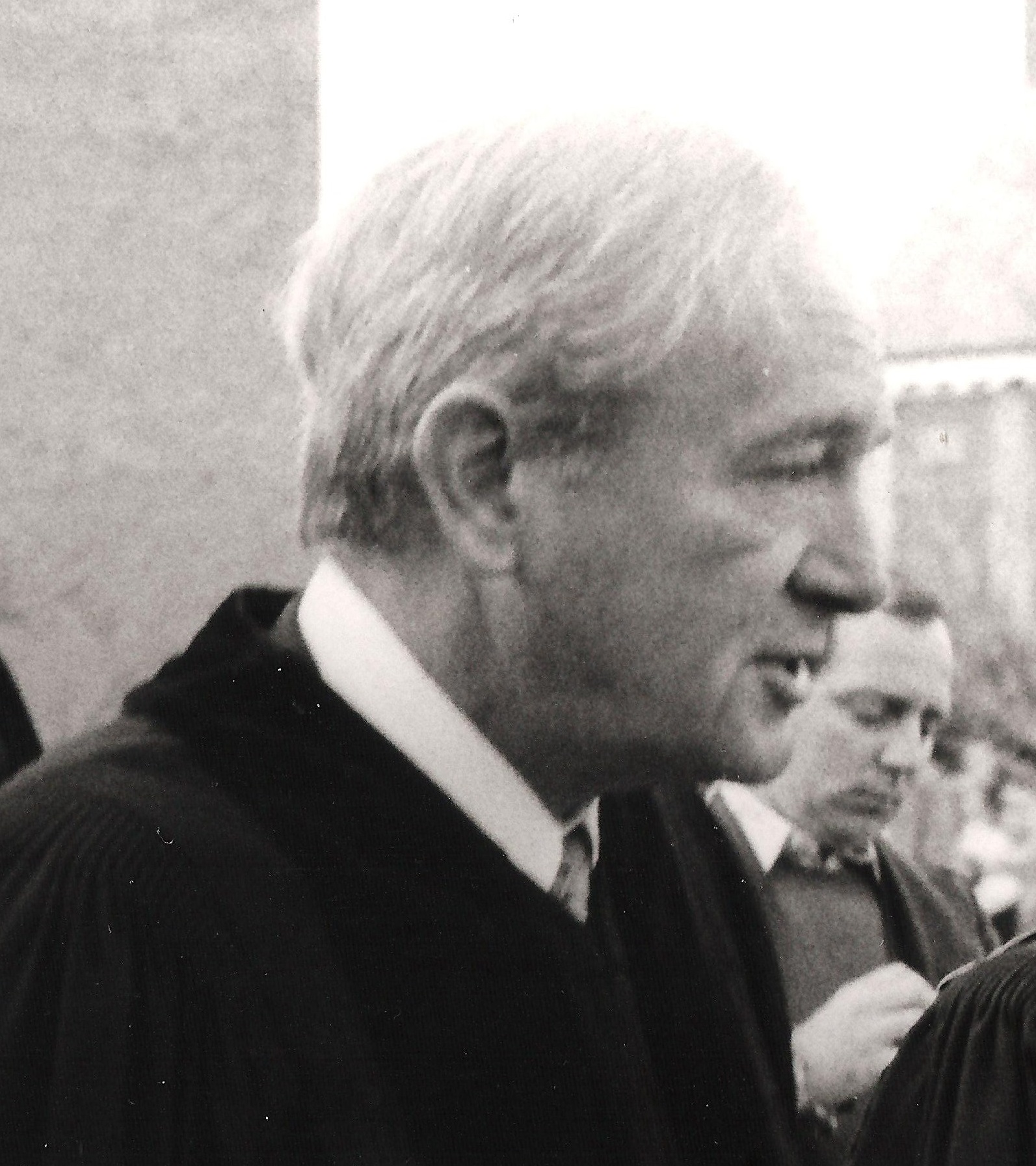
フランクリン・J・シャフナー、『猿の惑星』の監督

映画化の権利を取得した後、ジェイコブスは3年かけて企画を練った。彼は草稿を書かせるためにロッド・サーリングを雇い、脚本を完成させた。サーリングは小説の要素に代えて冷戦の要素を盛り込み、「猿の惑星の正体は核戦争で荒廃した未来の地球」という結末を用意した。ジェイコブスとモート・エイブラハムスはチャールトン・ヘストンを説得して主演に迎え入れた。製作チームはヘストンのスクリーン・テストを行い、この映像は現在も20世紀フォックスが保管している。
当初、製作費は1,000万ドルを超えると想定されていたが、20世紀フォックスは580万ドルまで減らすことを主張した。また、製作側はブール小説を映画化した『戦場にかける橋』の脚本を担当したマイケル・ウィルソンを起用し、サーリングの脚本を手直しさせた。ウィルソンは特殊効果の費用を節約するために、猿の文明を小説よりも原始的なものに変更した。この他に脚本は大幅に改変されたが、冷戦の要素とサーリングが書いたエンディングシーンはそのまま残された。猿の特殊メイクはジョン・チェンバースが手がけている。
物語は、ヘストン演じるアメリカ人宇宙飛行士テイラー大佐が猿の支配する惑星に降り立ち、紆余曲折の末に惑星が人類文明の崩壊した地球だったことを知るというものである。エンディングでテイラーが自由の女神像を発見して絶望するシーンはシリーズを象徴するものとなり、1960年代の映画の中で最も有名なシーンの一つにもなった。映画は公開と同時に批評家から高い評価を受け、特殊メイクを担当したチェンバースは第41回アカデミー賞でアカデミー名誉賞を受賞した（特殊メイクでアカデミー賞を受賞したのは彼が初めてである）。20世紀フォックスは映画の興行的成功を受けて続編の製作をジェイコブスとエイブラハムスに提案した。二人は続編を想定していなかったが、映画の成功を見て続編について検討するようになった。

### 続・猿の惑星（1970年）
『続・猿の惑星』の企画は前作の公開から2か月後に始動し、サーリングと原作者のブールに脚本を依頼したが、二人の書いた脚本はどちらも没となった。1968年秋、20世紀フォックスはポール・デーンを起用し、彼はその後のシリーズの脚本を担当することになった。ヘストンは続編への出演に消極的だったが、「テイラーが最終的に死ぬこと」「出演料を慈善団体に寄付すること」という条件で出演を受け入れた。ヘストンの希望でテイラーの出番が減らされたため、デーンは新たなキャラクターとしてブレント少佐を作り出した。監督は引き続きシャフナーが起用される予定だったが、『パットン大戦車軍団』を撮影するために降板したため、新たにテッド・ポストが起用された。
物語は、行方不明になったテイラーを探しに猿の惑星を訪れたブレントを軸に展開する。猿の村から脱出したブレントは、核爆弾を崇めるミュータント化した人類の住処に潜入し、そこでテイラーと再会するが、猿とミュータントの戦争に巻き込まれブレントは死亡し、最愛の女性ノヴァも失い絶望したテイラーは核爆弾を起動して地球を消滅させる。映画は前作と異なり高い評価を得ることはなく、全5作品の中で2番目に酷評される作品となった。しかし、興行的には成功したため、20世紀フォックスは第3作の製作を検討した。

### 新・猿の惑星（1971年）
第3作の製作決定後、ジェイコブスはデーンに電報を送り脚本を依頼し、監督にはドン・テイラーが起用された。20世紀フォックスは製作費を大幅に減らしたため、低予算での製作を余儀なくされた。主人公はキム・ハンターとロディ・マクドウォールが演じる猿の夫婦に代わり、現代のアメリカが舞台となり、特殊メイクと高価なセットを作る手間を省いた。
物語は、西暦3955年に炎上する地球を（テイラー大佐がかつて搭乗していた）宇宙船を修理したマイロの協力によって脱出できたコーネリアス・ジーラ夫妻が、地球爆発時の影響によって航行に変化が生じ、タイムスリップによって現代（1973年）の地球のアメリカ沖に着水するところから始まる。人類はテイラー大佐が帰還を果たしたものとして宇宙船を回収したが、中から現れた宇宙服を着た「猿」に衝撃をうけることになる。アメリカ政府は当初「猿」として扱い、各種実験をするものの、動物扱いされたジーラが抗議の言葉を発した事によって、「猿人」として扱われることになって待遇も変わり、夫妻はアメリカ市民から歓迎される。しかし夫妻への尋問によって「やがて猿が人類を駆逐し、地球の支配者になるが、彼らが引き起こした戦争によって地球が滅び去る」未来が判明すると、その未来を変えようと決意したアメリカ政府によって夫妻は政治的に迫害され、結果的に死へと追いやられる。映画にはジェイコブスの妻ナタリー・トランディもブラントン博士役で出演し、続く第4作と第5作でも猿役で出演している。映画は人種問題に重点を置き作られ、これは続く第4作と第5作の重要なテーマとなり、批評家からも好評を得た。第2作ほどではないが興行的に成功したため、20世紀フォックスは第4作の製作を決定した。

### 猿の惑星・征服（1972年）

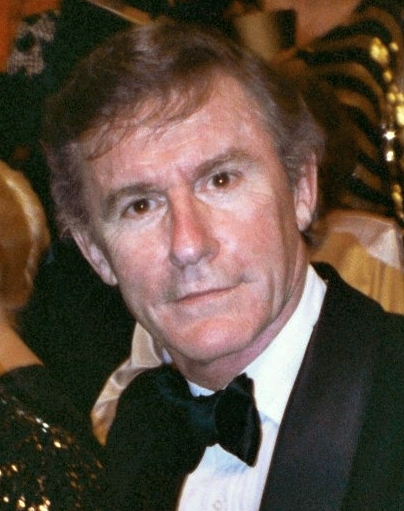
シーザー役のロディ・マクドウォール

20世紀フォックスは第4作の製作を決定したが、製作費は第3作よりも低い170万ドルしか認めなかった。ジェイコブスは引き続きデーンに脚本を依頼し、監督にはJ・リー・トンプソンを起用した。トンプソンは、ジェイコブスが手がけた『何という行き方!』『0の決死圏』でも監督を務めていたが、長期間スケジュールの都合が付かずに仕事を共にすることができず、この映画で数年振りに仕事を共にすることになった。トンプソンとデーンは、シリーズの副次的なテーマだった人種問題を第3作に引き続き描く方針を決定した。デーンは猿にアフリカ系アメリカ人の境遇を投影し、アフリカ系アメリカ人公民権運動やワッツ暴動の要素を脚本に盛り込んだ。
物語は猿が奴隷として人間に使役される中、コーネリアス・ジーラ夫妻の遺児シーザーが仲間の猿たちと共に人間への反乱を起こし、地球の新たな支配者となる。評価は賛否両論となったが、20世紀フォックスは興行的に成功したため、第5作の製作を決定した。

### 最後の猿の惑星（1973年）
全5作品の中で最も低予算で製作された。スタッフたちは、第5作がシリーズ最終作になることを承知して製作に参加した。監督は引き続きトンプソンが務めたが、デーンは健康状態が悪化したため脚本を完成させる前に降板を余儀なくされた。そのため、新たにジョン・ウィリアム・コリントンとジョイス・H・コリントンの夫妻が起用され、脚本を完成させた。第5作は人種間闘争と支配に焦点が当てられているが、コリントン夫妻は一部のスタッフの要望に基づき、デーンの書いた悲観的な結末から、より曖昧な形での決着に変更した。
物語は猿と人間の核戦争の末に荒廃した地球で、人間との共存を図るシーザーと放射能に対する耐性を獲得してミュータント化した人間との戦争、猿の絶対的支配を望むゴリラたちの反乱と、それを乗り越えて人間とサルの共存社会が築き上げられた未来が描かれている。第5作は製作費を上回る興行収入を記録したが、批評家からは「全5作品の中で最低の作品」と酷評された。酷評された一方で、ラストシーンについては論争を巻き起こした。映画のラストシーンは、「シーザーの死後700年を経た地球で、猿の立法者が猿と人間の子供たちにシーザーの歴史を語り、彼らの背後にあるシーザーの彫像が涙を流す」というものだった。このシーンについて、「人種間の闘争が終わり、幸福な世界が訪れたことを喜ぶ涙」という解釈と、「将来的に再び人種間の闘争が始まることを暗示する絶望の涙」という二通りの解釈が存在する。

## テレビシリーズ

### 猿の惑星 TVシリーズ
第1作の『猿の惑星』は高い評価を集め、テレビ放送されるとさらに人気を得た。これを見たジェイコブスは、『猿の惑星』を1時間枠のテレビシリーズとして新作を製作することを考えた。この構想はシリーズ最終作となる予定だった『続・猿の惑星』製作中に練られたが、20世紀フォックスが映画シリーズを続けることを決定したため、テレビシリーズ案は棚上げ状態になってしまう。さらに1973年にジェイコブスが死去したためシリーズも終焉を迎えたが、元20世紀フォックス幹部のスタン・ハフが企画を引き継ぎ、1974年からCBSでテレビシリーズの放送が開始された。
物語は、猿の惑星に迷い込んだ人間の宇宙飛行士アランとピートが、チンパンジーのゲイランの協力を得て、弾圧されている猿や人間を助けながらゴリラの追跡を逃れ、元の地球に戻る方法を探るというものである。しかし、猿の登場時間が短く、似たようなエピソードが繰り返し放送されたため人気は低く、また製作費の高さも重なり14話で打ち切りになった。1981年、20世紀フォックスは5つのエピソードを編集してテレビ映画を製作した。映画は2話分のエピソードを再編集し、冒頭と結末のシーンに新録した老ゲイランを登場させた。
評論家のエリック・グリーンは、テレビシリーズを「映画シリーズの未来を描いたもの」と指摘している。テレビシリーズの舞台は3085年の地球であり、これは第1作の900年前、第5作のラストシーンから400年後の世界に当たる。グリーンは「猿が人間を支配する世界を描くことによって、シーザーの願いが届かず、悲劇的な未来が訪れたことを示唆している」と主張している。しかし、実際のテレビシリーズはシーザーが存在する前の世界観に設定されている。

### まんが猿の惑星
1975年、NBCは『猿の惑星』のテレビアニメ放送を開始し、製作はダグ・ワイルディーが中心となった。しかし、ワイルディーは『猿の惑星』と『続・猿の惑星』しか観ていなかったため、アニメシリーズでは人種間闘争は描かれず、2作品でテーマになった冷戦とベトナム戦争の要素が盛り込まれた。
物語は、ビル、ジェフ、ジュディの三人の宇宙飛行士が猿の惑星に不時着し、惑星の三つ巴の争い（支配者である猿、砂漠の洞窟に住む人間、地下の廃墟に住むミュータント）に巻き込まれ、人間を守るために猿と戦うというものである。アニメシリーズは13話放送され、第2シリーズで完結させることが検討されたが、実現せずに終わっている。

## リメイク
シリーズ映画20世紀フォックスは1980年代に入ると『猿の惑星』シリーズの再始動を計画した。しかし、このプロジェクトは10年以上に渡り開発地獄に陥り、映画史上長期間製作が実現しなかった企画の一つに挙げられている。最初の企画はアダム・リフキンが持ち込み、第1作の続編として製作される予定だったが、20世紀フォックスは脚本の書き直しを求め、修正された脚本は満足のいく内容ではなかったため企画は流れてしまう。その後、企画はオリバー・ストーン、次いでクリス・コロンバスが中心となって進められたが、いずれも20世紀フォックスと意見が衝突したため製作まで話が進まずに終わっている。

### PLANET OF THE APES 猿の惑星（2001年）

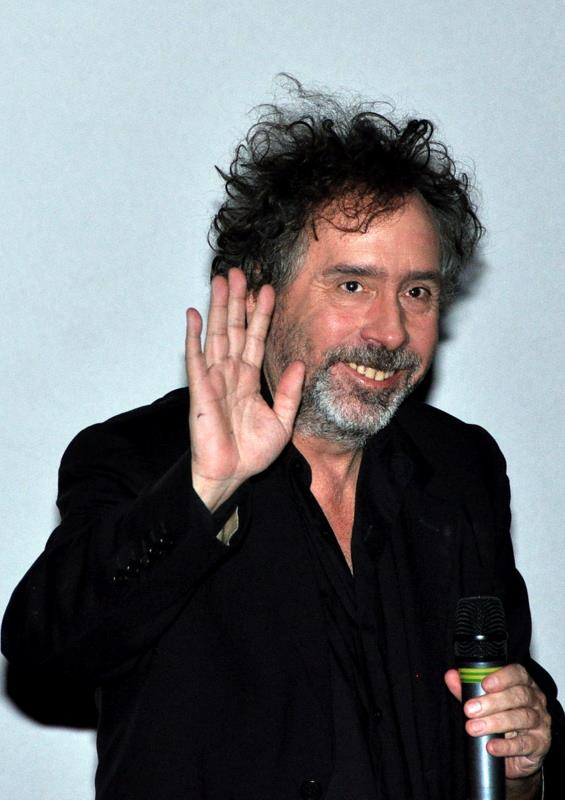
監督のティム・バートン

1999年にウィリアム・ブロイルス・ジュニアが脚本家に起用され、企画に関する大きな権限を与えられた。監督にはリ・イマジネーションを望むティム・バートンが起用されたが、彼は20世紀フォックスの提示した短期間の製作スケジュールに押され、製作は急ピッチで進められることになった。20世紀フォックスは製作費として1億ドルを用意したが、ブロルイス・ジュニアの脚本を実現するには足りなかったため、ローレンス・コナーとマーク・ローゼンタールが予算に見合う形に脚本を書き直すことになった。
物語は、宇宙を探査中だった宇宙飛行士レオが磁気嵐に巻き込まれて猿の惑星に到着し、猿に支配されていた人間たちと共に猿の軍隊に立ち向かうというものである。映画は特殊効果は評価されたものの、混乱したストーリーと結末については多くの批判を受けた。20世紀フォックスは続編の製作を計画したが、バートンは続投に難色を示し、また続編の企画にも関心を持たなかったため企画は流れた。

## リブート映画
2005年、プロデューサー・脚本家のリック・ジャッファ&アマンダ・シルヴァー夫妻は、『猿の惑星』のリブートを企画した。ジャッファは、人間として育てられた猿のニュースや遺伝子研究の進歩に触発され、遺伝的に強化・進化したチンパンジーと人間の家庭を描くことを思いつき、夫妻は『猿の惑星・征服』の主人公シーザーの物語を再構成して新シリーズを製作することを20世紀フォックスに持ち掛けた。20世紀フォックスはこの企画を受け入れたが、脚本の執筆やスタッフを集めるために5年の歳月を要した。

### 猿の惑星: 創世記（2011年）

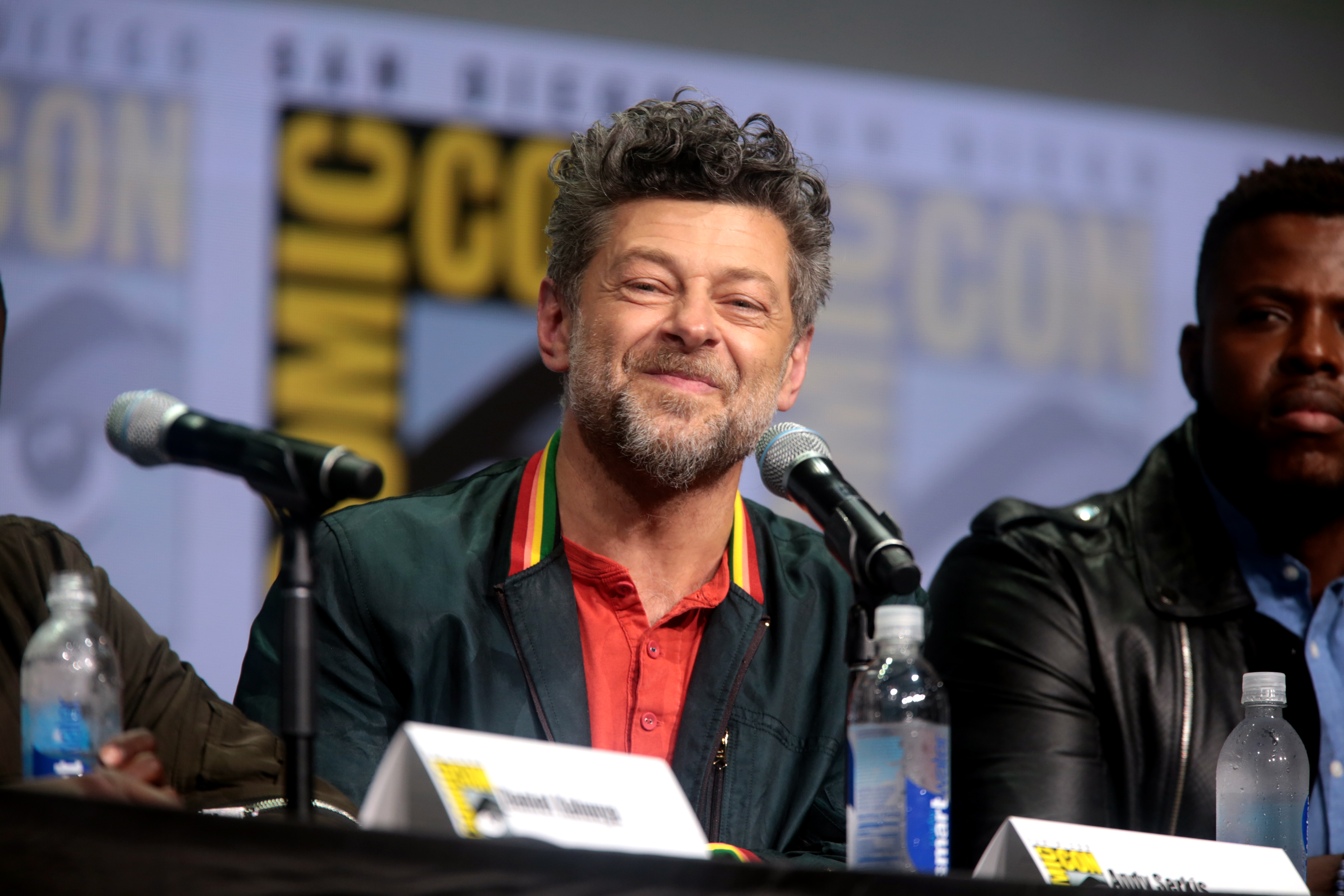
シーザー役のアンディ・サーキス

2010年に製作が開始され、プロデューサーのピーター・チャーニンとディラン・クラークは、ジャッファ・シルヴァー夫妻を脚本に起用した。完成した脚本では研究者ロッドマンの開発した薬によってシーザーが進化し、他の猿たちと共に人間との戦いに身を投じる。
当初、映画は「『猿の惑星・征服』のリメイク」と言われることが多かったが、製作側は「『猿の惑星』の起源を描くリブート」と主張している。監督はルパート・ワイアットが務め、シーザー役にはアンディ・サーキスが起用され、VFXはWETAデジタルが担当している。
批評家はVFXとサーキスの演技を高く評価している。WETAデジタルは第84回アカデミー賞と視覚効果協会から賞を受賞するなど高い評価を得た。20世紀フォックスは映画の成功を受け、すぐに続編の製作を決定した。

### 猿の惑星: 新世紀（2014年）

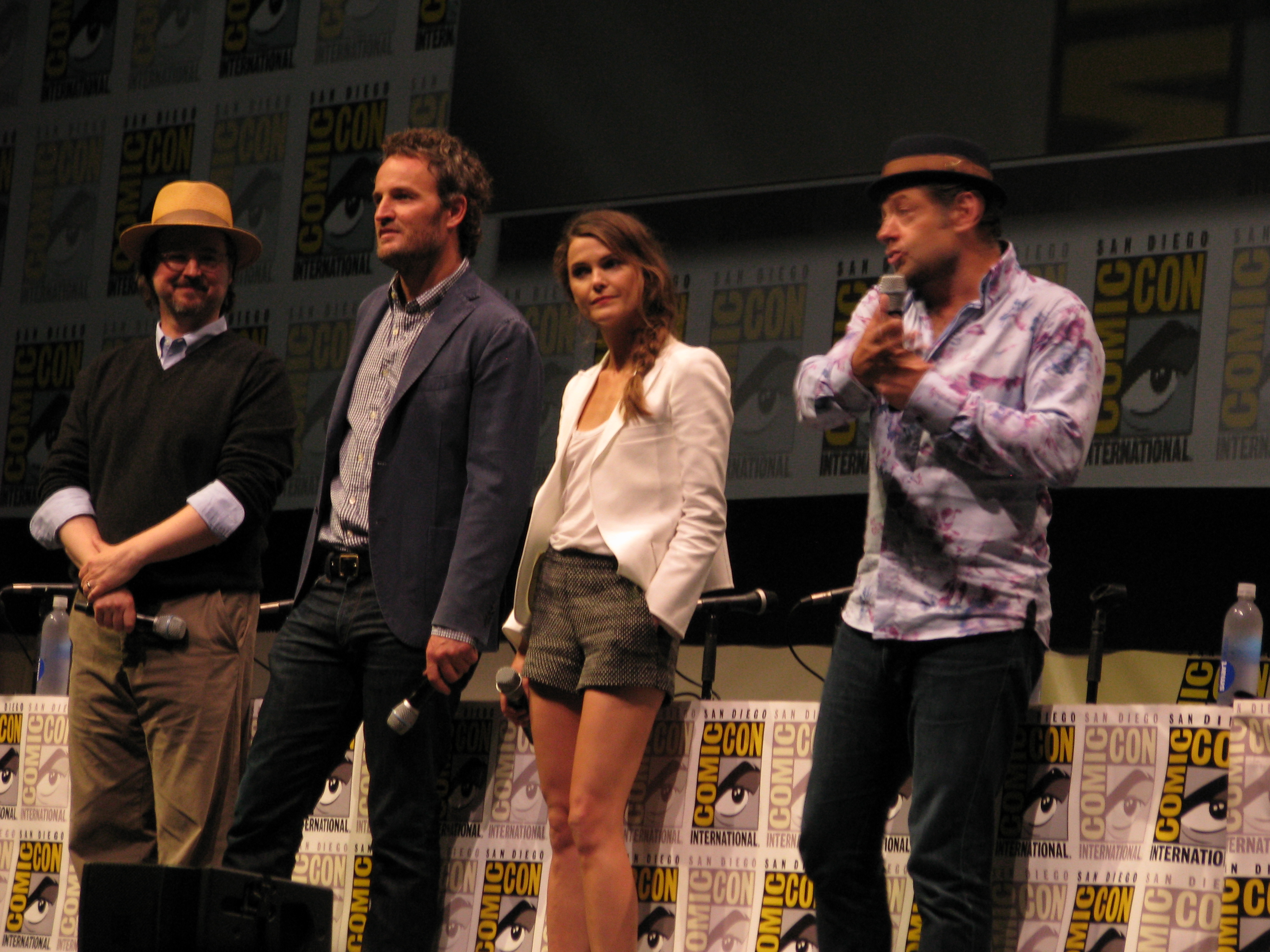
監督と主要キャスト（左からマット・リーヴス、ジェイソン・クラーク、ケリー・ラッセル、アンディ・サーキス）

チャーニンとクラークは、『創世記』が公開された直後には続編の製作を計画し、20世紀フォックスは1.7億ドルの製作費を与え、2014年の公開を決定した。
脚本は引き続きジャッファ・シルヴァー夫妻が担当し、シーザー役もサーキスが続投した。一方、監督のワイアットは製作スケジュールが短期間で、十分に物語を描くことができないことを理由に降板し、マット・リーヴスが監督に起用された。
物語は『創世記』の10年後となる。大半の人間はウィルスによって死んでしまった一方で、類人猿たちはシーザーが使った薬剤によって高い知能を得て組織化している。共存を望んだシーザーだったが、互いの齟齬の結果、生き残りをかけて人間との戦いに身を投じることになる。
批評家は魅力的な脚本と印象的な特殊効果の組み合わせを高く評価した。引き続きVFXを担当したWETAデジタルは、第87回アカデミー賞などで複数の映画賞を受賞している。

### 猿の惑星: 聖戦記（2017年）
チャーニンとクラークは、『新世紀』の公開後にリーヴスと契約を結び引き続き監督に起用し、新たに起用したマーク・ボンバックとリーヴスが脚本を執筆することになった。ジャッファ・シルヴァー夫妻はチャーニン・クラークと共にプロデューサーとして参加することになった。
物語は『新世紀』から2年後となる。シーザー率いる猿と、神秘的なカリスマ性を持つ大佐率いるアメリカ軍との生存戦争が続く中、家族を殺されたシーザーは大佐を探す旅に出かけ、人間との最終決戦に挑むことになる。批評家からはサーキスの演技力や特殊効果、複雑で道徳的なストーリーが高く評価されている。

### 猿の惑星/キングダム（2024年）
新たにウェス・ボールが監督、ジョシュ・フリードマンが脚本家に就任している。主演の猿役にはオーウェン・ティーグが起用された。
物語は『聖戦記』から約300年後となる。猿たちが旅の果てに辿り着いたオアシスから猿の文明が誕生し繁栄するが、一方で人類は退化し野生化していた。猿たちの王、プロキシマス・シーザーは、失われた人類の技術から作られた武器で武装し、先祖のシーザーの教えを歪め支配していた。一方若きチンパンジーのハンターのノアは、人間の中少女、メイとともに猿と人間の未来を決定するために旅に出る。

## テーマ
批評家は、シリーズの重要なテーマを「人種（種族）」と考えている。オリジナル・シリーズとスピンオフ作品における人種の存在に関する著作を執筆したエリック・グリーンは、「一つの壮大な物語として見るとき、エイプス・サーガは人種紛争のリベラルな寓話として現れる」と述べている。彼の解釈によるとフランチャイズ作品のシナリオは、葛藤の中で猿と人間が互いを相互に征服し合うものだという。
また、猿と人間の差異は肉体的なものだけではなく、社会的な力により人種の優位性が決せられ、シリーズは映画ごとに人種のパワー・バランスを変え、観客はそれによって猿と人間を識別する。シリーズの中心的なメッセージは、「未解決の人種間の対立が、必然的に厄災をもたらすこと」と指摘している。このグリーンの解釈は、多くの批評家たちの賛同を得ている。
しかし、ジェイコブスとエイブラハムスは第1作には意図的に人種紛争を盛り込まず、サミー・デイヴィスJr.に指摘されるまで人種紛争の要素があることを認めなかった。その後、製作サイドは副次的なテーマだった人種紛争を『新・猿の惑星』以降の作品で主要テーマとして扱うようになった。数人の批評家は「リブート・シリーズは人種紛争のテーマを軽んじている」と批判しているが、他の批評家は「微妙に人種紛争の要素は込められている」と反論している。
冷戦と核戦争の脅威は、第1作でサーリングが主要なテーマに選んだ要素である。映画はディストピアを描いた終末ものであり、世界の破滅の緊張感が存在した時代を反映している。また、抑圧的な猿の社会と変異的な都市は冷戦下の西側諸国・東側諸国の双方を批判していると指摘されている。グリーンによると、冷戦の要素は第1作・第2作とスピンオフ作品で強く描かれていたが、第3作以降は人種紛争が中心となったため、描かれることが少なくなったという。
動物の権利の要素も、作品数を重ねるごとに強く描かれるようになった。グリーンは、人種紛争に関連して盛り込まれるようになったと指摘している。第1作では、テイラーが「知性のない動物」として猿から虐待されており、後の作品では人間が同じ理由で猿を虐待している。霊長類の権利に関するテーマは、リブート・シリーズで顕著に描かれている。シーザーと彼の仲間が人間社会の中で迫害されていることを描写することで、この権利問題を社会的に呼び起こしている。

## 後年への影響

### 文化面

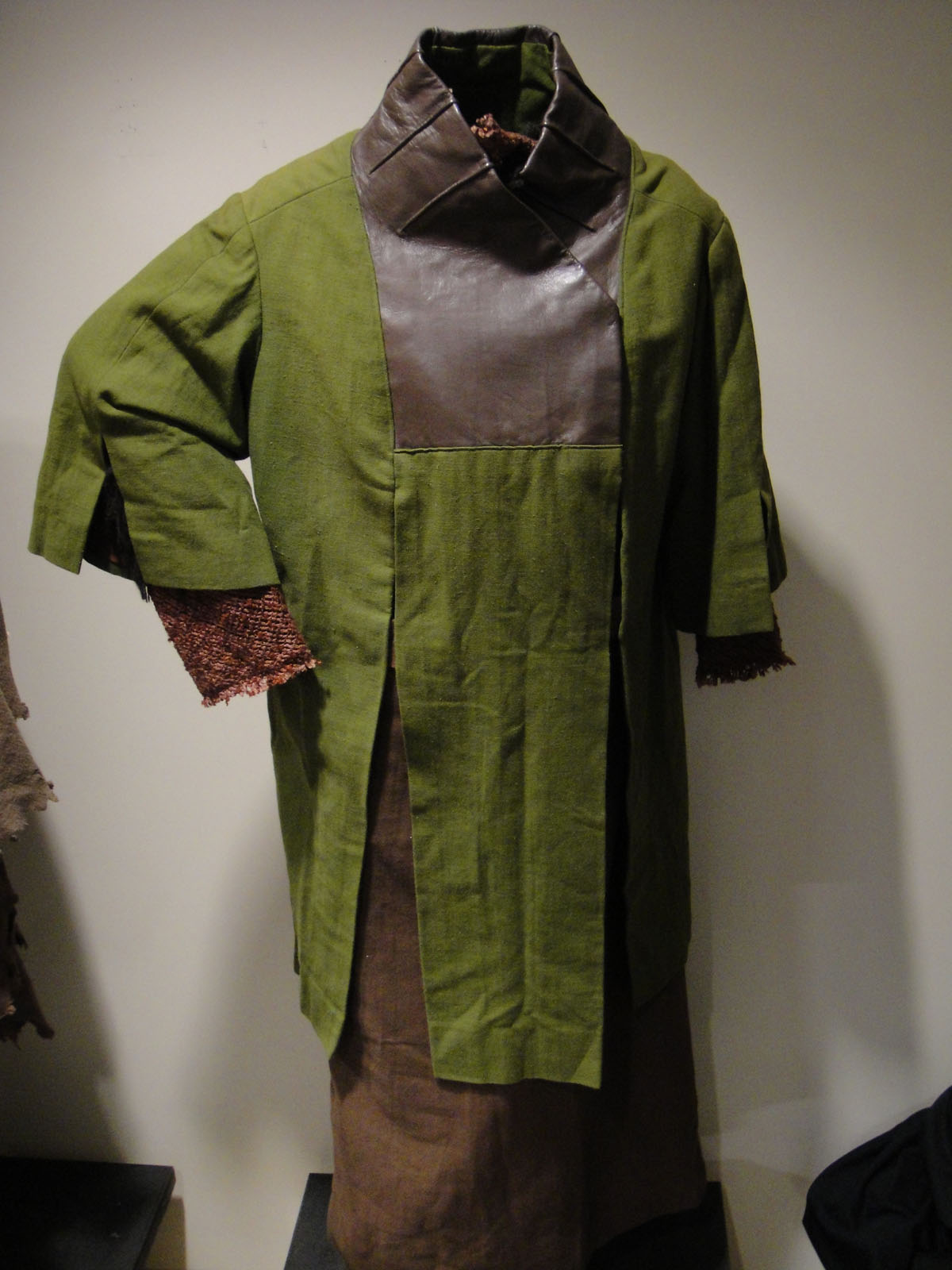
映画に登場するチンパンジーの衣装

『猿の惑星』はオリジナル・シリーズやテレビシリーズが終了した後も人気は続いた。ファンたちはマーベル・コミックから出版されたコミック版『猿の惑星』やSF大会などのイベントを通して関心を持ち続けた。シリーズで猿が着ている特徴的な衣装は、ポール・ウィリアムズやマイク・ダグラスのライブ衣装を作る際の参考にされた。1970年代には、ビル・ブレイクとポーラ・クリストという二人のファンが、コーネリアスとジーラの衣装を作った。二人の作った衣装は、20世紀フォックスがイベント用にライセンスを買い取るほどの出来栄えだった。
シリーズは後年の様々な作品に影響を与えた。スピンオフ展開やマーチャンダイジングなどの製作手法は、ハリウッドにおけるフランチャイズ商法の新しいモデルを確立した。1970年代から1980年代にかけて、『Alien Nation』『第5惑星』『V』『Kamandi』『SFドラマ 猿の軍団』などのシリーズの影響を受けたディストピア作品が相次いで製作された。SF作品のパロディが散りばめられた『スペースボール』には、第1作を意識した地中に埋もれた自由の女神像が登場している。
シリーズ人気は1990年代に入ると、新作映画の情報が流れたことで再び盛り上がった。グリーンは、この動きを「ポップカルチャー・ノスタルジーとベビーブーマー・エコノミクスの組み合わせ」と述べ、最初の映画が公開された時に耳を傾けた世代の「政治的熟成」と同様のものと指摘している。この時期、Malibu Comicsシリーズの出版を機にファンたちはアメリカ・カナダ・ブラジルで新しいファンクラブやウェブサイトを立ち上げ、企業は衣装・衣類・玩具などの商品を相次いで発売した。人気の再度の盛り上がりと共に、アーティストによる楽曲や『サタデー・ナイト・ライブ』のコーナー、デニス・ミラーとポール・ムーニーの映画など様々なジャンルでシリーズが影響を及ぼしている。『ザ・シンプソンズ』では複数のエピソードで『猿の惑星』が題材になっている。

### 政治面
『猿の惑星』のテーマは様々な政治グループによって引用され、政治的・人種的な窮状を現す言葉として「猿の惑星」のタイトルが用いられている。グリーンによると、特に人種民族主義者や反動活動家の間で人気が高く、著書で「極右の白人たちは、黒人たちの地位向上をフィクションの世界の人種的“下級者”になぞらえる行為をいまもつづけているのだ」と述べるなど、人種闘争に関連して言及されることが多いとされる。また、白人至上主義者は猿を人種的少数者に見立て彼らの社会進出を危険視し、黒人ナショナリストは映画を「人種的黙示録」と主張している。1994年にDa Lench Mobは「Planet of da Apes」と題したアルバムを発表しているが、グリーンはアルバムを「反人種差別主義的メッセージを逆転させている」と述べている。
第1作のラストシーンに登場する自由の女神像も政治的主張に利用されることが多く、環境保護団体グリーンピースはこのシーンを核実験反対運動の広告に使用している。シリーズのテーマやイメージは、1960年代の文化、都市部の崩壊、現代の戦争、銃の暴力などの政治的議論の場で言及されている。